# Mathieu Michel
Mathieu Michel (Nîmes, 4 settembre 1991) è un calciatore francese, portiere del Montpellier.

## Carriera

### Club
Cresciuto nelle giovanili del Nîmes, ha esordito il 23 agosto 2013 in un match perso 3-1 contro il Tours.
Il 31 agosto 2018 passa a titolo definitivo all'Auxerre.

## Statistiche

### Presenze e reti nei club
Statistiche aggiornate al 7 luglio 2017.
| Stagione        | Squadra         | Campionato      | Campionato | Campionato | Coppe nazionali | Coppe nazionali | Coppe nazionali | Coppe continentali | Coppe continentali | Coppe continentali | Altre coppe | Altre coppe | Altre coppe | Totale | Totale | Totale |
| Stagione        | Squadra         | Comp            | Pres       | Reti       | Comp            | Pres            | Reti            | Comp               | Pres               | Reti               | Comp        | Pres        | Reti        | Pres   | Reti   |        |
| --------------- | --------------- | --------------- | ---------- | ---------- | --------------- | --------------- | --------------- | ------------------ | ------------------ | ------------------ | ----------- | ----------- | ----------- | ------ | ------ | ------ |
| 2013-2014       | Nîmes           | L2              | 2          | -4         | CF+CdL          | 0+2             | 0;-2            |                    | -                  | -                  |             | -           | -           | 4      | -6     |        |
| 2014-2015       | Nîmes           | L2              | 38         | -57        | CF+CdL          | 0+1             | 0;-1            |                    | -                  | -                  |             | -           | -           | 93     | -58    |        |
| 2015-2016       | Nîmes           | L2              | 37         | -49        | CF+CdL          | 0               | 0               |                    | -                  | -                  |             | -           | -           | 37     | -49    |        |
| ago. 2016       | Nîmes           | L2              | 2          | -1         | CF+CdL          | 0               | 0               |                    | -                  | -                  |             | -           | -           | 2      | -1     |        |
| Totale Nîmes    | Totale Nîmes    | Totale Nîmes    | 79         | -111       |                 | 3               | -3              |                    | -                  | -                  |             | -           | -           | 82     | -114   |        |
| 2016-2017       | Angers          | L1              | 23         | -25        | CF+CdL          | 3+0             | -2;0            |                    | -                  | -                  |             | -           | -           | 26     | -27    |        |
| Totale carriera | Totale carriera | Totale carriera | 102        | -136       |                 | 6               | -5              |                    | -                  | -                  |             | -           | -           | 108    | -141   |        |